# Grande Magal de Tuba

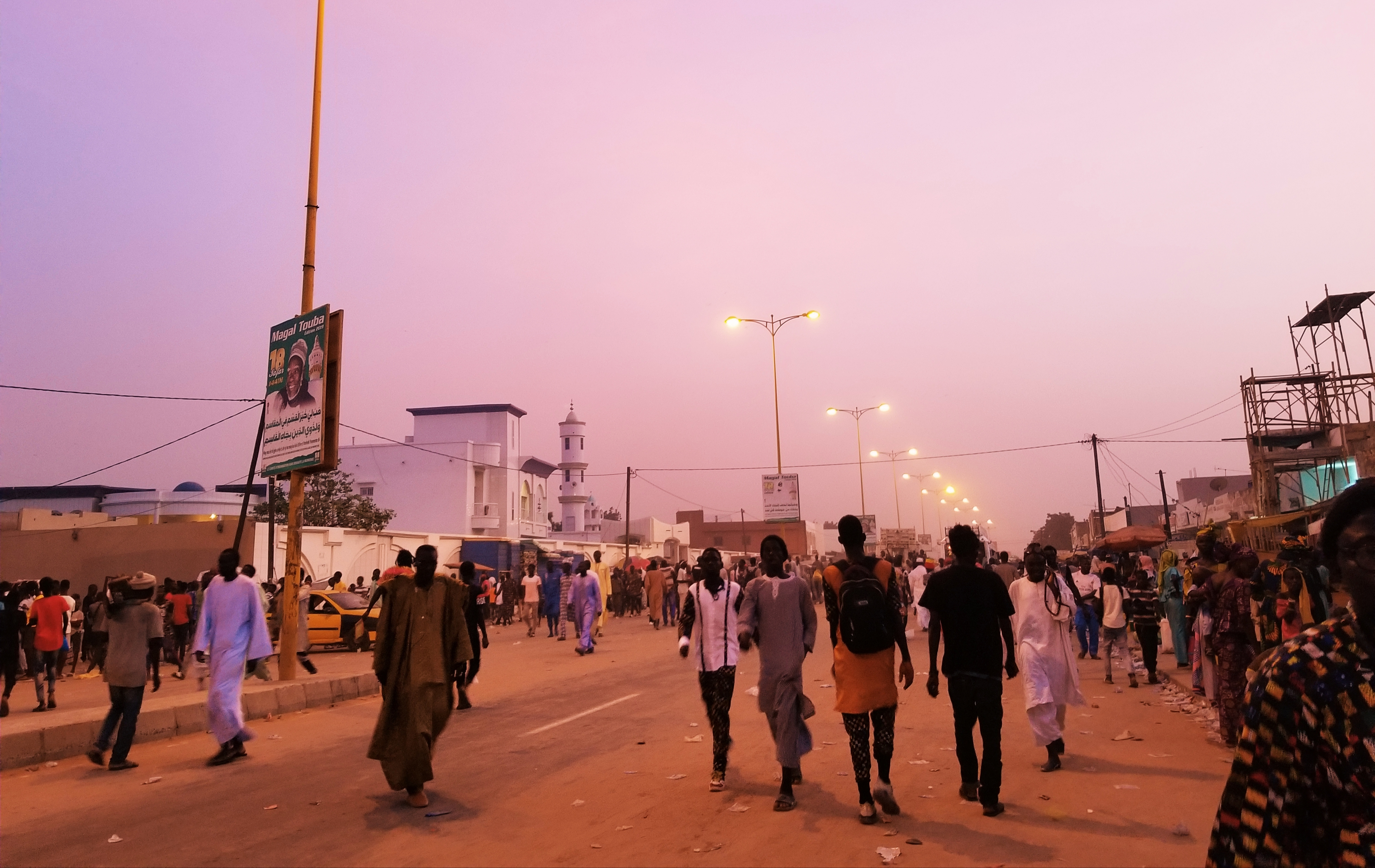
Peregrinos em outubro de 2019

O Grande Magal de Tuba é a peregrinação religiosa anual da Irmandade Mouride do Senegal, uma das quatro tarifas (ordens sufis islâmicas) do Senegal. No dia 18 de Safar, segundo mês do calendário islâmico, os peregrinos se reúnem na santa cidade de Tuba para celebrar a vida e os ensinamentos de Xeque Amadou Bamba, o fundador da irmandade.
O Grande Magal foi reconhecido como "uma das peregrinações mais populares do mundo", com mais de 3 milhões de participantes em 2011. A peregrinação remonta a 1928 (um ano após a morte de Bamba) e comemora seu exílio de 1895 ao Gabão pelo governo colonial francês.

## Derivação e história
"Magal" é uma palavra Jalofa derivada do verbo "mag", que significa "ser importante" ou "ser antigo"; O formulário substantivo é traduzido como "celebração" ou "aniversário". Há outras peregrinações em Mouride anualmente, como o Magal de Saint Louis, que comemora uma oração realizada pelo Santo em 1895, desafiando as autoridades coloniais. No entanto, o Grand Magal é o mais importante e amplamente assistido das peregrinações de Mouride – de fato, é a maior festa no Senegal, religiosa ou secular.
O Grande Magal se originou de um pedido do Xeque Amadou Bamba, no qual ele pediu que seus seguidores comemorassem o aniversário de seu exílio ao Gabão. No entanto, após a morte de Amadou em 1927, seu filho e sucessor Serigne Moustapha Mbacke organizou o primeiro encontro Mouride no aniversário de sua morte, em vez de seu exílio (o primeiro desses primeiros Magals ocorreu em 1928, com uma participação estimada de 70 000). Esta data permaneceu até 1946, quando o sucessor de Serigne Moustapha Mbacke, Falilou Mbacke, mudou a data do Magal para o aniversário do exílio de Bamba, de acordo com os desejos originais do xeque. O período de exílio no Gabão é de grande importância para Mourides: é visto como um momento de perseguição e teste da força e determinação espiritual de Bamba.
O Grand Magal cresceu ao longo dos anos, de centenas de milhares de peregrinos que participaram das últimas décadas do século XX para quase 2 milhões em 2000 e mais de 3 milhões em 2011. O evento é televisionado, com cobertura em parte servindo a missão proselitista da Mouride Brotherhood; As fitas de vídeo casette da Magal também são vendidas no mercado interno e internacional.

## Datas específicas do Grande Magal
A data do Grande Magal é determinada pelo calendário islâmico (conhecido como o calendário Hijri), que se baseia no ano lunar. Todos os anos, os eventos da peregrinação começam no dia 18 de Safar e duram dois dias. Porque o calendário islâmico é lunar e o ano islâmico é aproximadamente onze dias mais curto do que o gregoriano, a data para o Grand Magal muda de ano para ano. Assim, a cada ano, no calendário gregoriano, a peregrinação começa onze dias (às vezes dez dias) antes do ano anterior. Isso torna possível que a temporada de peregrinação caia duas vezes em um ano gregoriano, e isso acontece a cada 33 anos, mais recentemente em 2013. O Grande Magal de 2017 começou em 7 de novembro de 2017 – para o ano de 2018 está para acontecer a 28 de Outubro. A tabela abaixo mostra as datas gregorianas do Grande Magal nos últimos anos:
| 2011          | 2012           | 2013                         | 2014           |
| ------------- | -------------- | ---------------------------- | -------------- |
| 22 de Janeiro | 12 de Janeiro  | 1 de Janeiro -23 de Dezembro | 11 de Dezembro |
| 2015          | 2016           | 2017                         | 2018           |
| 1 de Dezembro | 19 de Novembro | 7 de Novembro                | 28 de Outubro  |

## Traços comuns e ritos
O Grande Magal é ao mesmo tempo uma cerimônia e um festival, contendo rituais religiosos e entretenimento. "Nenhum outro evento no Senegal, religioso ou secular, atrai tanta atenção", escreve Villalón; é "antecipado por semanas e gera uma efervescência geral".  Os ritos da peregrinação têm semelhanças com as da peregrinação do Hajj islâmico para Meca: os dois eventos centrais do Magal são visitas à Grande Mesquita de Tuba, que envolve uma circunferência parcial da mesquita e o mausoléu do xeque Amadou Bamba, que se acredita ser infundido com o barakah, ou poder espiritual, do xeque. Os peregrinos rezam com as mãos estendidas e tocam as paredes e as portas do mausoléu, e algumas caem moedas dentro da área ao redor do túmulo, que é vedada. Eles podem esperar mais de seis horas por alguns minutos de oração nesses locais.
Os peregrinos também visitam os mausoléus de outros líderes importantes de Mouride, muitos dos quais estão localizados perto da mesquita. Outros sites comuns a visitar incluem o "Bem da Misericórdia", que foi criado por Deus para fluir para o xeque Amadou Bamba e a biblioteca central de Tuba, que contém muitos escritos do xeque e outros influentes Mourides.  Por fim, os peregrinos visitam seus guias espirituais Mouride pessoais, ou marabouts. Cada marabute Mouride proeminente tem uma residência na cidade a partir da qual ele aceita visitas. Durante a noite, os peregrinos se reúnem para cantar poesia árabe (ou qaṣā'id ) escrita pelo xeque.
Há também uma dimensão política para o Grande Magal, em que os líderes mais proeminentes de Mouride – incluindo o chefe da Irmandade, ou Califa General (atualmente Serigne Sidy Mokhtar Mbacké ) – concedem audiências a delegações governamentais oficiais e outras políticas importância. A tradição tem raízes no período colonial, quando foi criada para desarmar a tensão e demonstrar reconhecimento mútuo entre os poderosos Mourides e o governo colonial francês.
Informalmente, os peregrinos também visitam o famoso mercado de Tuba, um dos maiores do país. Devido à presença mínima do governo na cidade (devido ao seu caráter religioso), os negócios são conduzidos com pouca regulamentação ou supervisão estadual; uma ampla gama de produtos pode ser encontrada com preços inferiores aos de qualquer outro mercado no Senegal.

## Instalação e funcionamento
O grande número de peregrinos em Tuba durante o Grande Magal exige um intenso grau de organização e gerenciamento logístico. Os engarrafamentos e os acidentes rodoviários são comuns à medida que as multidões pesadas descem sobre Tuba a cada ano; Durante Magal de novembro de 2016, 16 pessoas foram mortas e 572 feridas enquanto viajavam para a peregrinação, de acordo com o tenente-coronel da Brigada Nacional de Bombeiros.
Em Tuba, os trabalhadores devem atuar com um alto grau de disciplina, solidariedade e solteira. A seita Mouride Baye Fall é o principal motor desse esforço e fornece grande parte da mão-de-obra logística. Além disso, diferentes associações locais de Mourides (chamadas da'iras) são responsáveis por manter diferentes locais de peregrinação e moradores da casa de Tuba e alimentar os peregrinos.  O governo senegalês também fornece algum suporte técnico, embora este seja geralmente mantido ao mínimo devido à natureza religiosa do evento e do site. Em 2014, 1300 policiais e 160 profissionais de saúde foram enviados para Tuba durante o Magal, e o exército deu pão e café.
Os preparativos para a peregrinação começam oficialmente em 1 Safar a cada ano, dezessete dias antes da peregrinação, e são liderados pelo Comitê de Organização do Grande Magal de Tuba.

## Presença de partes internacionais
No final da década de 1970, números significativos de Mourides viviam no exterior; esta presença só cresceu com a globalização intensiva das últimas décadas. As associações comunitárias de discípulos, conhecidas como dahiras (um termo uolofe derivado da palavra árabe para "círculo") surgiram em muitas cidades internacionais com comunidades robustas de Mouride: em 2011, pesquisadores encontraram 47 cidades em toda a Europa Ocidental e 16 cidades da América do Norte com ativa Mouride dahiras. De acordo com Ross, "Murid dahiras no exterior são destinados tanto a extensões quanto a condutas para a própria cidade sagrada", e organizam as celebrações do Grande Magal anualmente.
Nessas reuniões, o canto da sagrada poesia de Mouride e a observação da filmagem televisiva de Tuba é especialmente importante, pois essas práticas conectam Mourides expatriados aos seus irmãos espirituais em Tuba. Com o apoio organizacional das dahiras, o Grande Magal e agora pode ser caracterizado com precisão como um fenômeno verdadeiramente global.